# معول (السياني)

تعديل مصدري - تعديل

معول هي إحدى قرى عزلة المجزع بمديرية السياني التابعة لمحافظة إب، بلغ تعداد سكانها 330 نسمة حسب تعداد اليمن لعام 2004.